# تسعة موتى
تسعة موتى (بالإنجليزية: Nine Dead)‏ هو فيلم رعب وإثارة أمريكي من إخراج كريس شادلي سنة 2010.

## القصة
تدور احداث الفيلم حول اختطاف تسعة غرباء واحتجازهم من قبل رجل مقنع في غرفة مغلقة الإحكام، ويهدد بقتل شخص كل 10 دقائق في حال لم يعلموا السبب الذي اقتادهم إلى هذا المكان.

## وصلات خارجية
- تسعة موتى على موقع IMDb (الإنجليزية)
- تسعة موتى على موقع روتن توميتوز (الإنجليزية)
- تسعة موتى على موقع نتفليكس (الإنجليزية)
- تسعة موتى على موقع ألو سيني (الفرنسية)
- تسعة موتى على موقع Turner Classic Movies (الإنجليزية)
- تسعة موتى على موقع أول موفي (الإنجليزية)
- تسعة موتى على موقع قاعدة بيانات الفيلم (الإنجليزية)
- تسعة موتى على موقع ليتربوكسد (الإنجليزية)
- تسعة موتى على موقع كينوبويسك (الروسية)